# Diario de Córdoba
No debe confundirse con el diario Córdoba, fundado en 1941.
El Diario de Córdoba fue un periódico español publicado en la ciudad de Córdoba entre 1849 y 1938. Nacido a mediados del siglo XIX, a lo largo de su historia el periódico se consolidó como una de las principales publicaciones de la capital cordobesa. Convertido en decano de la prensa cordobesa, continuó publicándose hasta bien entrada la Guerra civil española.

## Historia
Fue fundado en 1849 por el empresario e impresor Fausto García Tena, nacido originalmente como Diario de Córdoba de comercio, industria, administración, noticias y avisos. Tras la muerte del fundador, en 1874 diario pasó a ser administrado por sus hijos: Ignacio, Manuel, Rafael y Fausto. A finales del siglo XIX Rafael García Lovera seguía al frente del diario. Tras la muerte de este la propiedad del diario pasó a manos de su viuda, Araceli Osuna Pineda.
En sus primeros años coexistiría con otro periódico local destacado, La Crónica de Córdoba.
Desde su nacimiento fue una publicación con una línea editorial independiente y moderada, aunque con posterioridad avanzó hacia posiciones más conservadoras. Se mantuvo alejado de las disputas políticas, centrándose más en las cuestiones relacionadas con el desarrollo de Córdoba y su provincia. Volvería a adoptar una postura independiente después de que, en 1929, Ricardo de Montis llegase a la dirección del diario. A pesar de la relevancia que llegó a tener a nivel provincial, nunca alcanzaría la difusión y relevancia de los principales periódicos de la época, ni siempre disfrutó de una economía saneada. En este sentido, el diario siempre tuvo una tirada modesta y nunca llegaría a superar los 3000 ejemplares.
En la época de la Segunda República el periódico llegó a tener la consideración de «decano» de la prensa andaluza, pues para entonces era el periódico más longevo que todavía continuaba en activo. Reflejo de su prestigio social fue el hecho de que desde 1930 el diario contó con una calle a su nombre.
El Diario de Córdoba continuó publicándose tras el estallido de la Guerra civil, pero la Ley de prensa de 1938 estableció unos requisitos que periódicos como el diario cordobés no podían asumir, por lo que acabó desapareciendo ese mismo año. Su último número apareció el 30 de septiembre de 1938.
Entre los directores, redactores y colaboradores participaron autores como Ignacio García Lovera, Manuel García Lovera, Ricardo de Montis, Marcelino Durán de Velilla —último director del diario, entre 1936 y 1938—, Carolina de Soto y Corro, Manuel Villalba y Burgos, José Osuna Pineda, Rafael Osuna Pineda, Francisco Arévalo, Antonio Arévalo, Manuel García Prieto, Rosario Vázquez, Olimpia Cobos Losúa, Eugenio García Nielfa, Francisco Azorín, etc.

## Hemeroteca
En la Biblioteca municipal de Córdoba están microfilmados los números comprendidos desde año 1854 —cinco años después de su fundación— hasta 1938, si bien hay numerosas lagunas referentes a números concretos y a años enteros. También existen series de ejemplares conservados en la Biblioteca pública del Estado en Córdoba, en el Archivo municipal de Córdoba y en los fondos de la Universidad de Córdoba. 